# Josep Vinyals i Galí
Josep Vinyals i Galí (Terrassa, 1772-1825) fou un compositor català.

## Biografia
Es formà musicalment a l'Escolania de Montserrat amb Anselm Viola i amb Narcís Casanoves on va aprendre a tocar l'orgue, el violí i el violoncel. El 1791 ingressà al monestir com a monjo i a partir del 1799 es va fer càrrec de la formació musical dels escolans. En aquest període compongué abundant obra musical litúrgica perquè els escolans la cantessin a l'església del monestir. També va escriure molta música per a orgue, probablement per a la formació dels escolans en aquest instrument, i sis quintets instrumentals que daten del 1804. La destrucció del monestir per les tropes napoleòniques l'obligà a viure un temps a Terrassa; llavors compongué per a l'església de la capella de música de l'església parroquial de Terrassa. També va fer una tasca important com a copista en l'època en què el monestir va haver de refer el seu arxiu, tornant a copiar molta música de mestres de les generacions anteriors. Passà els darrers anys de la seva vida al monestir de Sant Benet de Bages, i morí a Terrassa on havia anat a refer la seva salut.
Vinyals va compondre obres per a instruments de teclat. Destaquen la seva col·lecció de sonates per a orgue de 1797. Val la pena esmentar el seu corpus per a diversos instruments, com els sis quintets per a dos oboès, dues trompes i fagot. A més, Vinyals va copiar diverses obres del seu mestre Narcís Casanoves, després que inicialment s'haguessin perdut en l'agitació napoleònica.